# Proteïnurie
Proteïnurie is de aanwezigheid van een te grote hoeveelheid eiwit in de urine. Over het algemeen wordt daarbij een waarde van 300 mg eiwituitscheiding per 24 uur aangehouden als grenswaarde. Bij lagere hoeveelheden wordt de uitscheiding van eiwitten normaal bevonden.
Uitscheiding van 30 mg-300 mg/24 uur albumine wordt microalbuminurie genoemd, terwijl meer dan 300 mg per 24 uur albuminurie wordt genoemd. Een eiwituitscheiding van meer dan 2 gram per 24 uur duidt meestal op een oorzaak in de glomeruli. Een afwijking in de tubuli leidt over het algemeen tot een milde proteïnurie. Bij een uitscheiding van meer dan 3,5 gram per 24 uur is er meestal sprake van massaal eiwit verlies passend bij een nefrotisch syndroom.

## Symptomen
Proteïnurie veroorzaakt niet altijd duidelijke symptomen. De aandoening kan enkel bevestigd worden via laboratoriumonderzoek. Oedeem, met name in de voeten en de enkels en een schuimende of bubbelige urine kunnen zich wel voordoen.

## Pathofysiologie
Bij gezonde mensen worden in de glomerulus kleine eiwitten (waaronder ook een kleine hoeveelheid albumine) gefiltreerd. Deze worden grotendeels in de proximale tubuli weer terug opgenomen in het bloed. Een klein deel belandt desondanks in de urine. Bovendien worden in de nierbuisjes enkele eiwitten uitgescheiden. Van deze uitgescheiden eiwitten is een deel albumine, een ander deel door de nieren gevormd IgA, een deel Tamm-Horsfall-eiwit (gevormd in het stijgende deel van de lis van Henle) en een deel lichte ketens van immunoglobulines.
Bij proteïnurie is er een discrepantie tussen uitscheiding en terugresorptie. Door een verhoogde eiwitfiltratie respectievelijk een verlaagde terugresorptie kan een abnormaal hoge hoeveelheid eiwit via de urine worden uitgescheiden.
Op grond van deze pathofysiologische mechanismen worden drie soorten proteïnurie onderscheiden:
- glomerulaire proteïnurie: als gevolg van veranderde doorlaatbaarheid van de glomerulus of een verhoogde druk in de glomerulus worden meer eiwitten gefiltreerd, waardoor de heropnamecapaciteit in de tubuli wordt overstegen;
- overloopproteïnurie: als gevolg van een te hoge eiwitproductie van kleine (laagmoleculaire) eiwitten wordt een dusdanige hoeveelheid eiwit gefiltreerd dat de heropnamecapaciteit van de tubuli wordt overstegen;
- tubulaire proteïnurie: als gevolg van beschadiging van het tubulusepitheel is heropname van een normale of verhoogde eiwitfiltratie gestoord.

Proteïnurie kan soms idiopathisch zijn. Bij een klein deel van de bevolking is sprake van een fysiologische variant, waarbij standaard meer dan 200 mg eiwit per 24 uurs urine wordt uitgescheiden, zonder dat hiervoor een pathologische oorzaak te vinden is.

## Diagnostiek
Proteïnurie kan worden ontdekt wanneer bij herhaling met behulp van een urineteststrook een te hoog eiwitgehalte in de urine kan worden vastgesteld. Dit betreft concentraties die hoger zijn dan 200 mg/l (of 300 mg per 24 uur) aangezien lagere concentraties microalbumine niet met de urineteststrook kunnen worden vastgesteld. Hiervoor is een gevoeligere techniek nodig op basis van turbidometrie waarmee wel microalbumine kan worden gemeten. Een tweede nadeel van de teststrook is dat teststrook niet gevoelig is voor speciale eiwitten, zoals Bence-Jones-eiwit die bij de ziekte van Kahler worden uitgescheiden. De mate van proteïnurie kan ook worden bepaald door het totale eiwit te bepalen in de 24-uursurine. Om te corrigeren voor de urineconcentratie wordt daarbij ook het creatinine in de urine bepaald. Bij verdenking op een glomerulonefritis kunnen in een sediment erytrocytcilinders of een groot aantal dysmorfe erytrocyten worden gezien. Verder moet bij proteïnurie diabetes mellitus als oorzaak worden uitgesloten door bepaling van de nuchtere glucosewaarde. Verder onderzoek zou ook kunnen bestaan uit een echo van de nieren. In het uiterste geval kan een nierbiopsie verricht worden.

## Oorzaken
- Glomerulaire proteïnurie:
  - Diabetes mellitus
  - Hypertensie
  - Nierinfecties, waaronder acute glomerulonefritis
  - IgA nefropathie
  - Auto-immuunaandoeningen
  - Refluxnefropathie
  - Sikkelcelziekte
  - Pre-eclampsie
  - Medicijnen
  - Allergie
- Overloopproteïnurie:
  - Monoklonale lichte ketenproteïnurie (bij M. Kahler)
  - Hemoglobinurie
  - Myoglobinurie (bij rabdomyolyse)
- Tubulaire proteïnurie:
  - Acute tubulaire necrose
  - Pyelonefritis
  - Interstitiële nefritis
  - Cystenieren
  - Fanconi-syndroom
  - Analgetica-nefropathie
  - Intoxicatie met zware metalen